# Тихонов, Николай Владимирович
 Николай Владимирович Тихонов  (род. 23 мая 1982) — российский космонавт-испытатель отряда ФГБУ «НИИ ЦПК имени Ю. А. Гагарина». Опыта космических полётов не имеет. До поступления в отряд космонавтов работал инженером РКК «Энергия». Вице-президент Всероссийского молодёжного аэрокосмического общества «Союз».

## Биография
Николай Владимирович Тихонов родился 23 мая 1982 года в Новомосковске Тульской области в семье военного. Мать Николая — Екатерина Тихонова работала учительницей. Семья неоднократно переезжала в разные военные гарнизоны, в первый класс Николай пошёл в школу в Плесецке. После возвращения семьи в Новомосковск, во время учёбы в школе, Николай занимался в лаборатории радио и аэрокосмического моделирования им. А. Володина при Дворце детского и юношеского творчества.
Поступил на первый курс в Московский авиационный институт имени С. Орджоникидзе без экзаменов как лауреат Всероссийского конкурса «Космос». В марте 2005 года окончил аэрокосмический факультет МАИ по специальности «моделирование и исследование операций в организационно-технических системах» с присвоением квалификации «инженер». С марта по октябрь 2003 года во время учёбы в институте работал системным администратором Всероссийского молодёжного аэрокосмического общества «Союз», а с ноября 2003 года по март 2004 года — программистом в ЦНИИмаш в г. Королёв Московской области.
С сентября 2005 года, после окончания института, работал инженером в РКК «Энергия».

### Космическая подготовка
В 2004 году, во время учёбы в институте, прошёл первичное медицинское обследование в Институте медико-биологических проблем. 8 августа 2006 года получил допуск Главной медицинской комиссии и рекомендован на зачисление в отряд космонавтов набора 2006 года. 11 октября 2006 года решением Межведомственной комиссии по отбору космонавтов был рекомендован к зачислению на должность кандидата в космонавты отряда РКК «Энергия». 26 февраля 2007 года приступил к прохождению двухгодичного курса общекосмической подготовки. С 28 июня по 4 июля 2008 года в Севастополе, в составе условного экипажа вместе с космонавтом Александром Мисуркиным и астронавтом Кэтрин Коулман (США), участвовал в тренировках на случай посадки спускаемого аппарата на воду.
2 июня 2009 года завершив общекосмическую подготовку, сдал госэкзамены в ЦПК с оценкой «отлично». 9 июня решением Межведомственной квалификационной комиссии ему была присвоена квалификация «космонавт-испытатель» и вручено удостоверения космонавта № 206. Приказом руководителя Роскосмоса А. Н. Перминова от 10 августа 2009 года № 118 Тихонов назначен на должность космонавта-испытателя отряда РКК «Энергия», на период прохождения общекосмической подготовки был прикомандирован к РГНИИ ЦПК имени Ю. А. Гагарина. В связи с созданием единого отряда космонавтов уволился из РКК «Энергия» и 22 января 2011 года был принят в отряд ФГБУ НИИ ЦПК на должность космонавта-испытателя.
С 12 по 14 августа 2012 года на космодроме Байконур в составе условного экипажа вместе с инструкторами ЦПК принимал участие в практической отработке действий экипажа после приземления в условиях пустынной местности
.
С 2012 по 2014 год работал в ЦУПе-М на должности главного оператора. Участвовал в предстартовой подготовке ТПК "Союз ТМА" в качестве оператора СА. 
4 августа 2014 года на базе Мензелинского филиала центрального аэроклуба Республики Татарстан ДОСААФ России принял участие в трехнедельной специальной парашютной подготовке космонавтов. В сентябре 2014 года принял участие в лётных тренировках по проведению визуально-инструментальных наблюдений природных и антропогенных объектов озера Байкал и прилегающих к нему территорий. Тренировки выполнялись с борта самолёта-лаборатории Ту-134-ЛК.
22 июня 2015 года решением Межведомственной комиссии по отбору космонавтов и их назначению в составы экипажей пилотируемых кораблей и станций он назначен бортинженером дублирующего экипажа корабля «Союз МС-02» (экспедиция МКС-49/50) и основного экипажа корабля «Союз МС-04» (экспедиция МКС-51/52). 6 августа 2015 года его назначение в экипаж экспедиции было подтверждено пресс-релизом НАСА 15-161.
С 29 июня по 3 июля 2015 года прошел один из этапов подготовки к космическому полету – визуально-инструментальные наблюдения. За время подготовки участвовал в пяти учебно-тренировочных полетах на самолете-лаборатории Ту-134 ЛК1. 
6 июля 2015 года в составе основного экипажа МКС 51/52 вместе с Александром Мисуркиным и Марком Ванде Хаем приступил к подготовке в ЦПК имени Ю.А. Гагарина. В январе 2016 года прошёл тренировку по действиям в случае аварийной посадки в лесисто-болотистой местности зимой. В августе 2016 года вместе с А. Мисуркиным и М. Хеем сдал комплексную зачетную тренировку на тренажере ТПК «Союз» и экзаменационную тренировку на российском сегменте МКС.
13 сентября 2016 года в связи с решением ГК «Роскосмос» о сокращении с весны 2017 года российских экипажей МКС с трех до двух человек, Тихонов был выведен из состава основного экипажа корабля «Союз МС-04». 
19 октября 2016 года во время старта ТПК «Союз МС-02» был дублером бортинженера корабля. 15 ноября 2016 года на форуме журнала «Новости космонавтики» появилось сообщение о возможности его назначения бортинженером корабля «Союз МС-10». 
В январе 2017 года в составе условного экипажа вместе с астронавтом НАСА Тайлером Хаге и инструктором ЦПК Игорем Переверзевым прошел тренировку по действиям после посадки в лесисто-болотистой местности зимой. В связи с переносом запуска модуля «Наука» на 2019 год, экипаж корабля «Союз МС-10» был сокращён, и Тихонов Н. В. был выведен из состава основного экипажа корабля «Союз МС-10».
С апреля 2019 года проходил подготовку в качестве командира космических экспедиций МКС-63/64 и основного экипажа ТПК «Союз МС-16». 19 февраля 2020 года было официально объявлено, что российские члены основного экипажа пилотируемого корабля «Союз МС-16» — космонавты Роскосмоса Николай Тихонов и Андрей Бабкин заменены на дублеров по медицинским показаниям. За полтора месяца до старта Тихонов получил травму глаза, что привело к решению о замене экипажа на дублёров.
31 июля 2020 года  Центр подготовки космонавтов сообщил, что Николай Тихонов выбыл из состава отряда космонавтов «Роскосмоса». Причина разрыва трудового договора — проблемы со здоровьем.
Работает руководителем направления по техническому и операционному управлению АО "ЮМАТЕК" (Росатом).

## Семья, увлечения
Женат на Татьяне Александровне Тихоновой (до замужества Сафонова, рожд. 1982, родилась в Ухте (Коми АССР). В браке с 29 апреля 2008 года. В семье растёт дочь — Божена (рожд. 2009) и сын Леонид (рожд. 2012).
Николай увлекается футболом, вождением автомобиля, чтением.